# Megacyllene lutosa
Megacyllene lutosa es una especie de escarabajo longicornio del género Megacyllene, tribu Clytini, subfamilia Cerambycinae. Fue descrita científicamente por LeConte en 1861.

## Descripción
Mide 9,5-11 milímetros de longitud.

## Distribución
Se distribuye por Estados Unidos.